# Epitafio
Epitafio és una pel·lícula mexicana dramàtica del 2015 basada en fets històrics reals dirigida per Rubén Imaz i Yulene Olaizola. La pel·lícula fou nominada a la llista de selecció per representar Mèxic a l'Oscar a la millor pel·lícula de parla no anglesa als Premis Oscar de 2016. L'argument està basat en fets històrics reals, concretament en una narració recollida a Historia verdadera de la conquista de la Nueva España de Bernal Díaz del Castillo.

## Sinopsi
L'acció se situa el 1519 per mostrar un aspecte ignorat de la Conquesta de Mèxic per part de l'Imperi Espanyol. El capità Diego de Ordaz i els soldats Gonzalo i Pedro, fan escalada al Popocatépetl per ordre d'Hernán Cortés per tal de trobar una ruta alternativa que els permeti l'accés a Tenochtitlán. La naturalesa i l'entorn posarà a prova la resistència dels espanyols, no sols física sinó també espiritual.

## Repartiment
- Xabier Coronado - Diego de Ordaz
- Martín Román - Gonzalo de Monovar
- Carlos Triviño - Pedrito

## Producció
Fou rodada en castellà i en nàhuatl als peus de l'Orizaba, ja que se suposa que té el mateix aspecte que tenia el Popocatépetl el 1520. Fou estrenada al Tallinn Black Nights Film Festival de 2015. Va rebre dues nominacions en la LIX edició dels Premis Ariel (millor vestuari i fotografia).